# Tetsuji Nishikawa
Tetsuji Nishikawa (jap. 西川 哲治, Nishikawa Tetsuji; * 7. Juli 1926 in Tokio; † 15. Dezember 2010) war ein japanischer Physiker und einer der Gründungsväter des japanischen Forschungszentrums für Hochenergiephysik KEK sowie dessen Generaldirektor von 1977 bis 1989.

## Leben
Tetsuji Nishikawa war der erstgeborene Sohn des Physikers Shōji Nishikawa (1884–1952) und der Lehrerin Kiku Ayai; sie hatten insgesamt vier Söhne und eine Tochter. Sein Vater forschte auf dem Gebiet der Kristallographie mit der damals neuen Methode der Röntgenbeugung und war von 1924 bis 1945 Professor für Physik an der Universität Tokio.
Gleich seinem Vater studierte Tetsuji Nishikawa Anfang der 1950er Jahre Physik und promovierte auf dem Gebiet der Mikrowellenspektroskopie. Er arbeitete dann an Japans erstem großen Teilchenbeschleuniger, einem 750 MeV-Elektronen-Synchrotron des Institute of Nuclear Study (INS) der Universität Tokio, und wurde 1961, im Alter von 34 Jahren, Professor für Physik an der Universität. Von 1964 bis 1966 forschte er am Brookhaven National Laboratory in den Vereinigten Staaten auf dem Gebiet der Linearbeschleuniger.
Nach der Rückkehr nach Japan war Tetsuji Nishikawa zusammen mit dem Physiker Shigeki Suwa Ende der 1960er treibende Kraft einer Gruppe führender japanischer Wissenschaftler, die sich für die Errichtung eines leistungsstarken Protonen-Synchrotrons einsetzten. Die japanische Regierung genehmigte Anfang der 1970er Jahre den Bau eines 8-GeV-Protonen-Synchrotrons (angestrebt war allerdings ein 40-GeV-Protonen-Synchrotron), verbunden mit der Auflage, eine nationale Hochenergiephysik-Forschungseinrichtung zu gründen, was schließlich zur Gründung des KEK 1971 führte. Shigeki Suwa war bis 1977 erster Generaldirektor und Tetsuji Nishikawa verantwortlich für das Design und den Bau des Protonen-Synchrotrons KEK-PS. Er folgte Suwa als Generaldirektor und bekleidete diese Position bis 1989. Während dieser Zeit war er maßgeblich mitverantwortlich für die Errichtung der Photon Factory (PF) Anfang der 1980er am KEK, ein 2,5 GeV-Elektronen-Speicherring zur Erzeugung von Synchrotronstrahlung, und des damals weltgrößten Electron-Positron-Collider TRISTAN, ein Speicherring mit drei Kilometern Umfang, für die gleichzeitige Beschleunigung von Elektronen und Positronen und deren Kollision mit Schwerpunktsenergien von bis zu 64 GeV, der von 1986 bis 1995 am KEK betrieben wurde.

## Auszeichnungen
- 1970: Nishina-Preis für außerordentliche Leistungen in der Atomphysik und deren Anwendung[1]
- 1988: Japanische Ehrenmedaille am Violetten Band[1]
- 1988: Fujiwara-Preis der Fujiwara Science Foundation[1]
- 1989: Ernennung zur Person mit besonderen kulturellen Verdiensten in Japan[1]
- 1995: Fellow der American Physical Society[4]
- 2003: Japanischer Orden des Heiligen Schatzes 2. Klasse[5]